# جرج فارکئور

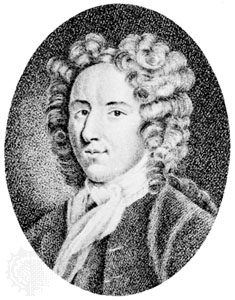
جورج فارکئور

جرج فارکئور (به انگلیسی: George Farquhar) (زاده ۱۶۷۷ - درگذشته ۲۹ آوریل ۱۷۰۷) نمایشنامه‌نویس ایرلندی بود.